# میرزا محمد علی خان شیرازی
محمد علی خان شیرازی از سیاستمداران شیرازی بود، که در دوره نخست بعنوان نماینده شیراز در مجلس شورای ملی حضور داشت.

## معرفی
محمدعلی خان در شیراز متولد شد. سال تولد او را 1186 ذکر کرده‌اند. او فرزند آقا محمداسماعیل استاد، رئیس صنف بزازها و بزرگ اصناف شیراز و برادرزاده میرزا ابوالحسن خان ایلچی و از خاندان اعتمادالدوله فارس بوده است. او صاحب فضل و آگاه به علوم قدیمه بوده، خطی خوش داشته و از تحصیلات مناسب درباریان آن روزگار بهره برده بود. محمدعلی خان زبان فرانسه را آموخت و چندی هم در هندوستان به سیاحت پرداخته است.

## فعالیت سیاسی
همراه با میرزا ابوالحسن‌خان در عهد لویی هجدهم، طی سال‌های 1234 ـ 1235 از راه استانبول و وین به مأموریت سیاسی به فرانسه و انگلستان سفر کرد. این مأموریت به دلیل جلب حمایت انگلیسی‌ها صورت گرفت که پس از سقوط ناپلئون، ایران در نظرشان دیگر آن اهمیت حیاتی پیشین را نداشت. او که پاریس را پس از سقوط ناپلئون و در عهد اعدامه سلطنت خاندان بوربن سیاحت می‌کرد، چنان تحت تأثیر آن شهر قرار گرفت که شعری در مدح آن شهر سروده است. پس از بازگشت از سفر اروپا که او افزون بر سیر و سیاحت، منشی‌گری سفارت را نیز عهده‌دار بوده، در وزارت خارجه تازه‌تأسیس به امر رسیدگی به هیئت‌های خارجی در تهران گمارده شد.

## وفات
میرزا محمدعلی خان به عنوان پنجمین وزیر خارجه ایران و نخستین وزیر خارجه در عهد ناصرالدین شاه شناخته شده است. هم‌زمان با عهده‌دار بودن وزارت خارجه، ریاست دارالفنون نیز به او محول شد و وی نخستین رئیس دارالفنون بوده است. از آنجا که در ابتدای تأسیس دارالفنون سروکار معلمان اروپایی در اداره امور مدرسه با وزارت خارجه بوده و وزارت خارجه به چنین اموری رسیدگی می‌کرده، محمدعلی خان هم‌زمان با وزارت خارجه، ریاست دارالفنون را نیز باید عهده‌دار می‌بود که البته یک‌ماه و اندی بیش نپایید و او در 18 ربیع‌الثانی 1268 درگذشت.